# اسکانلوی سفلی (خداآفرین)

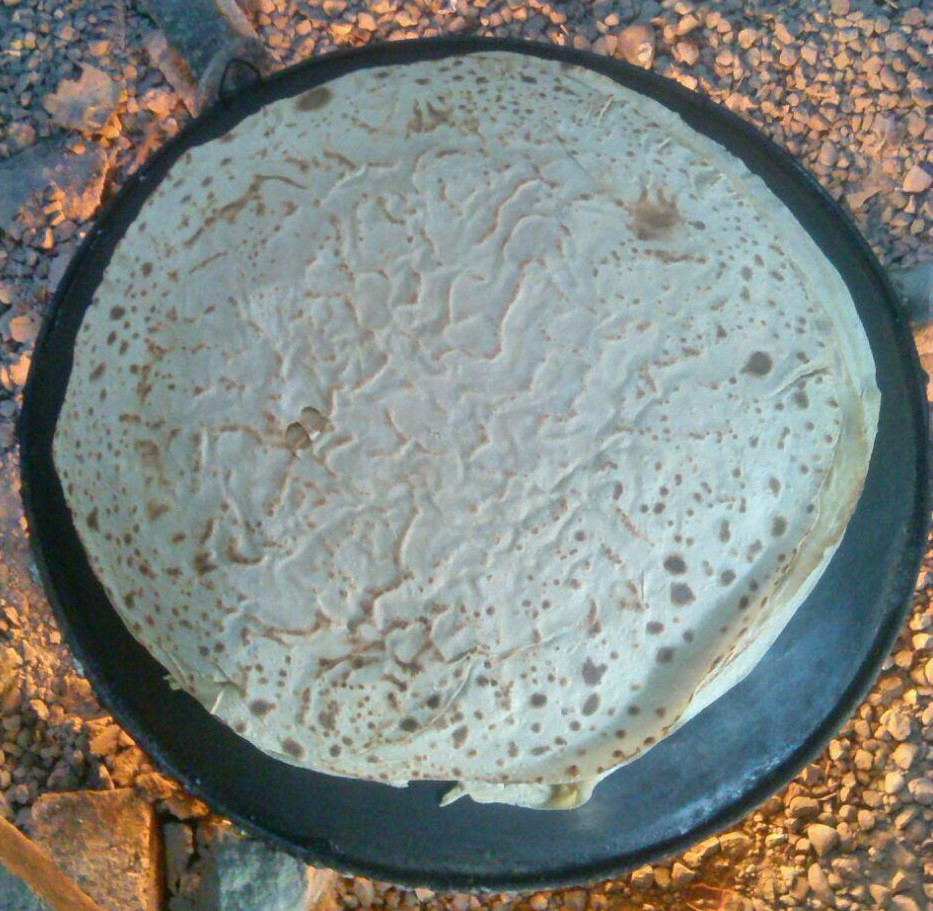
نان محلی "یوخا"

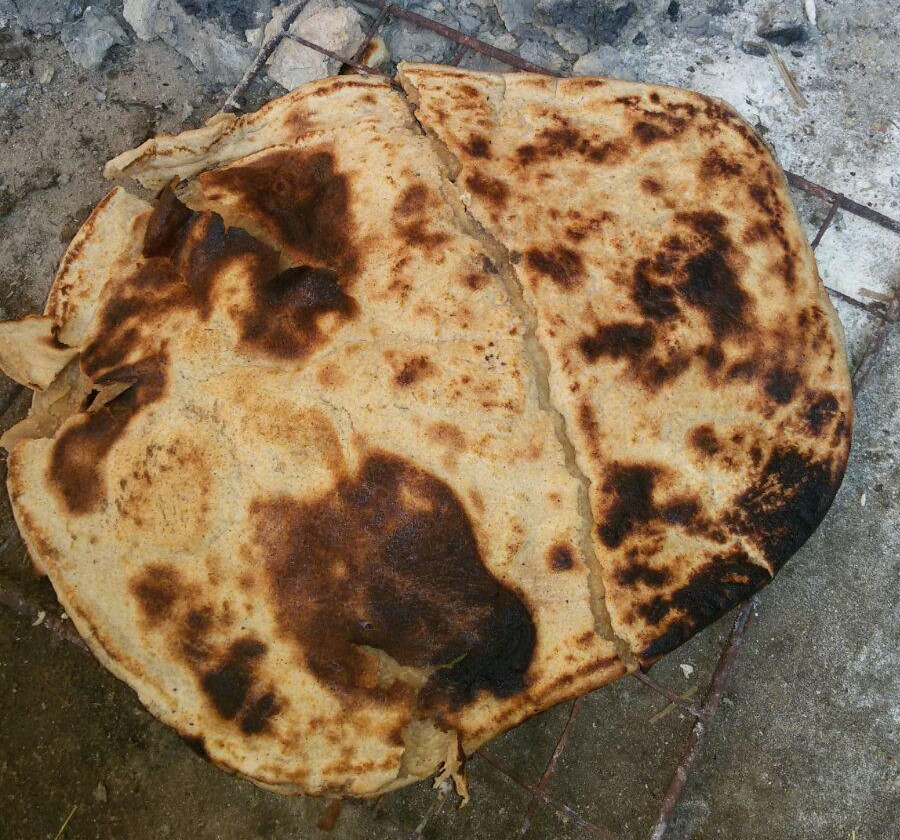
نان محلی "قالین"

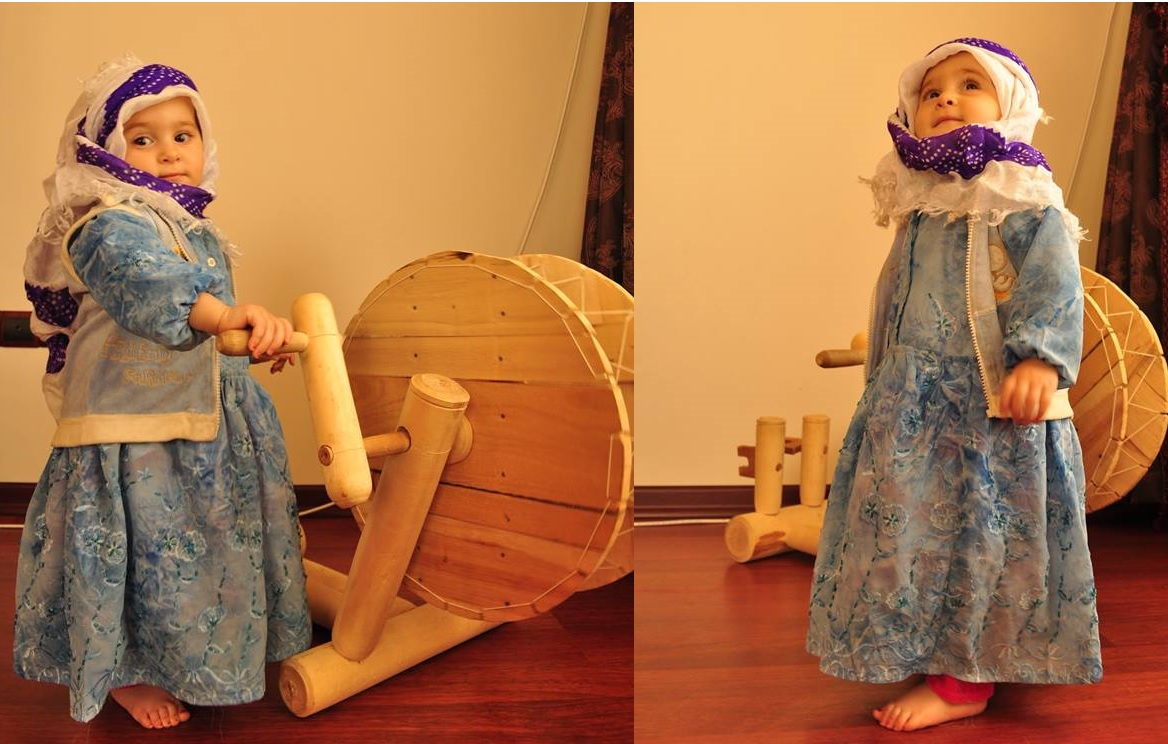
نمونه‌ای از پوشش محلی در روستای اسکانلوی سفلی

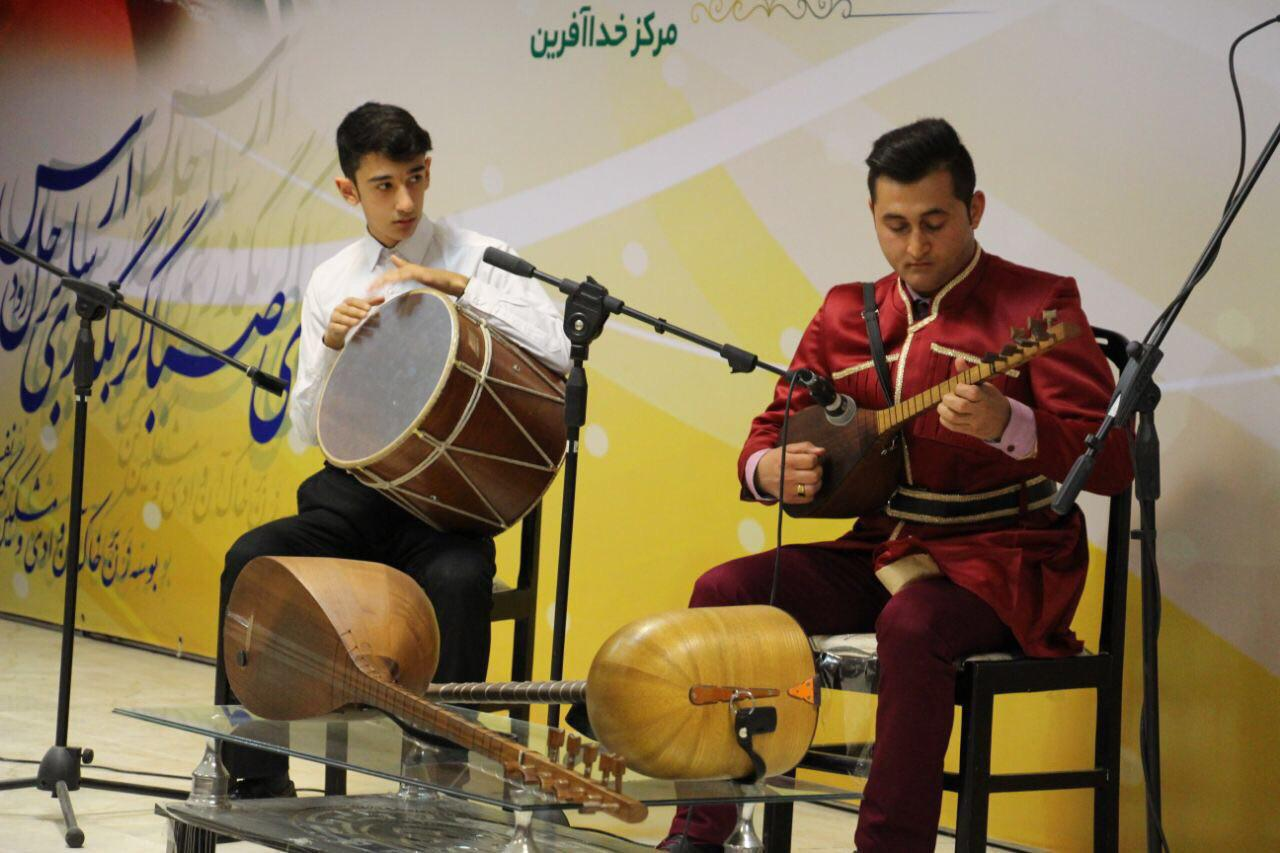
ساز نوازی توسط یکی از جوانان با استعداد روستای اسکانلو در فستیوال منطقه آزاد ارس

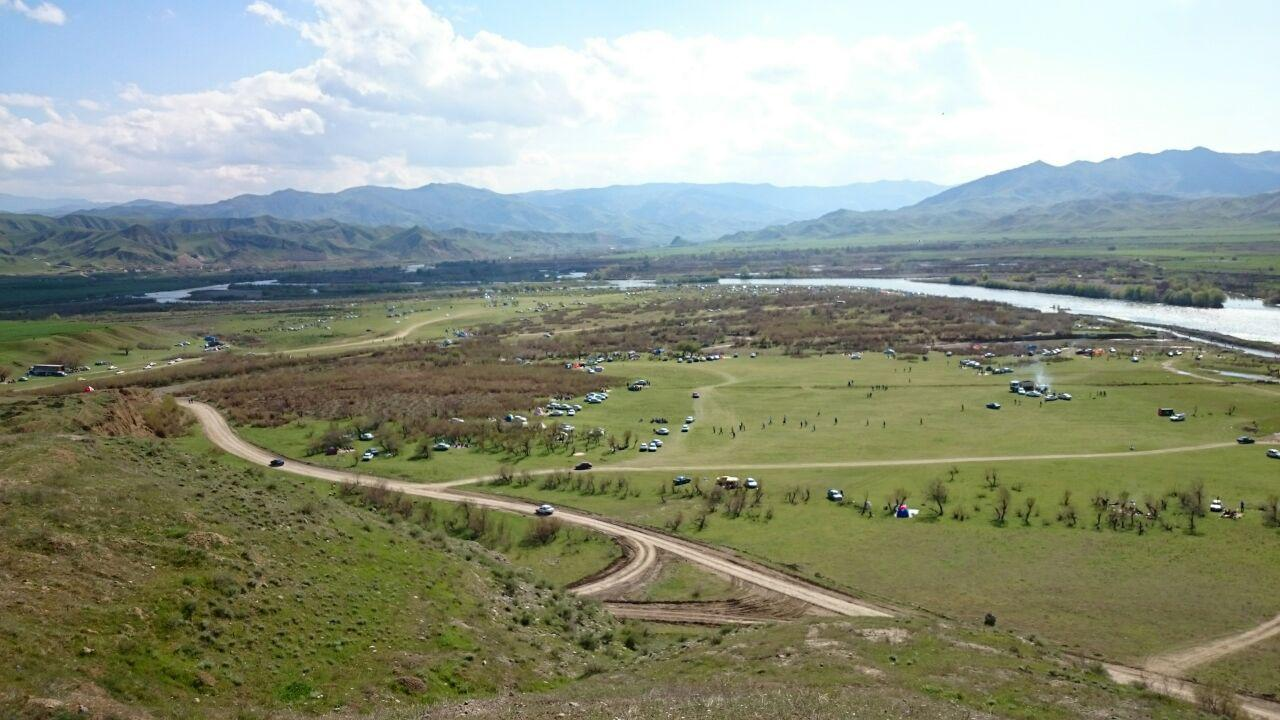
بخشی از طبیعت روستای اسکانلو در حاشیه رود ارس

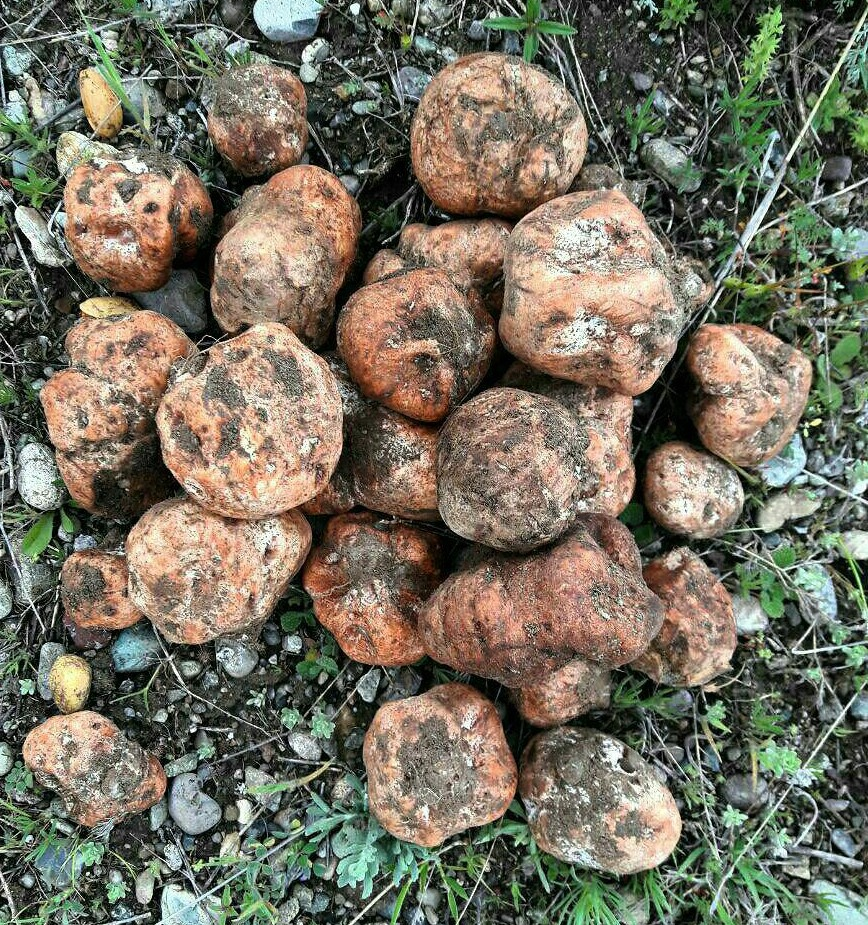
قارچ بسیار مغذی و کمیاب دنبلان یا "ترافل" که در کوه‌های اطراف روستای اسکانلوی سفلی در فصل بهار یافت می‌شود.

کوچ عشایر روستای اسکانلو

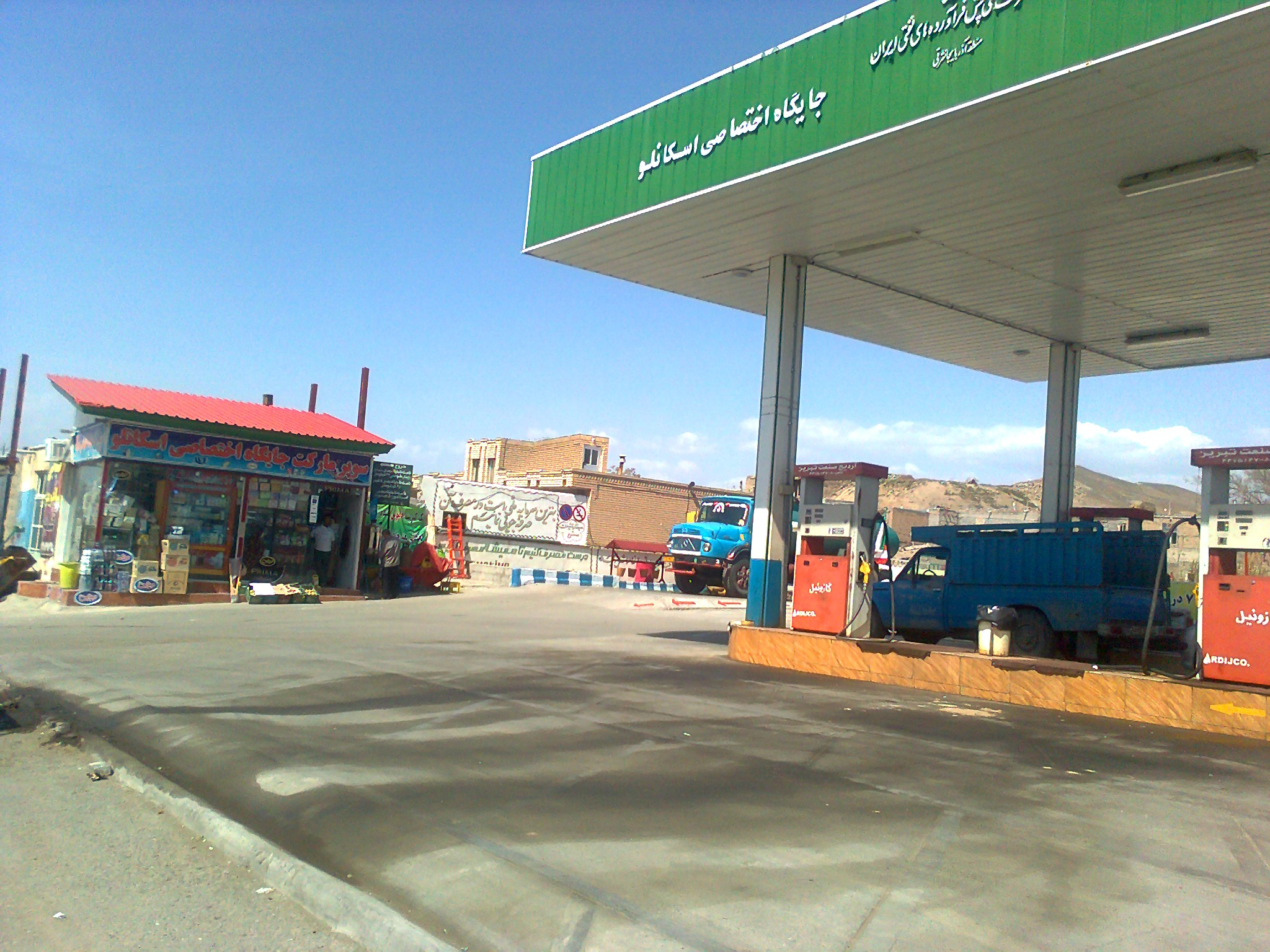
جایگاه اختصاصی اسکانلو واقع در روستای اسکانلوی سفلی

اسکانلوی سفلی با نام دیگر «سه راهی اسکانلو» (به ترکی آذربایجانی: ایسکانلی سه‌راهی) یکی از روستاهای استان آذربایجان شرقی است که در دهستان بسطاملو بخش مرکزی شهرستان خداآفرین واقع شده‌است.این روستا ۱۵۰۰ نفر جمعیت دارد.

## موقعیت جغرافیایی
این روستا که در حاشیه جنوبی رودخانه آراز (ارس) قرار گرفته‌است از رطوبت نسبی و پوشش گیاهی مطلوبی برخوردار می‌باشد. آب گرم موتالیخ در فاصله ۲۵ کیلومتری این روستا واقع شده و پل‌های تاریخی خدا آفرین در ۱۰ کیلومتری آن قرار دارد. استقرار در کناره رودخانه مشهور آراز و نشانه‌های آثار بازمانده از گذشته‌های دور از قبیل پل‌های تاریخی خدا آفرین و وجود استحکامات دیگر قدمت طولانی این روستا را معلوم می‌دارد. مردم خونگرم و مهربان روستای اسکانلو مسلمان و پیرو مذهب شیعه هستند و به زبان ترکی آذربایجانی سخن می‌گویند.

## پیشینه
در گذشته‌های دور، این روستا «الیاس کندی»، «ایده چی» و همچنین «احمددی» نام داشته‌است که بعدها با گذر زمان «اسکانلو» نام گرفته‌است. کارشناسان گردشگری قدمت روستای اسکانلو را به دوران پیش از جنگ جهانی دوم نسبت می‌دهند و می‌گویند: اسکانلو با توجه به اینکه یکی از روستاهای مهم و امن منطقه در گذشته محسوب می‌شده‌است، در دوران حکومت عباس میرزا در زمان جنگ میان ایران و روسیه و لشکر کشی‌های آن زمان در این منطقه، این روستا محل تأمین آذوقه لشکریان بوده‌است. اسکانلو همچنین به دلیل واقع شدن در سه راهی، نقش مهمی در زمینه تجارت داشته‌است که پس از استیلای حکومت‌های کمونیستی در منطقه و شرایط خاص سیاسی حاکم بر ایران این روستا همچون اکثر مناطق شمالی آذربایجان شرقی این موقعیت استراتژیکی خود را از دست داد.
اما خوشبختانه در دهه‌های اخیر بار دیگر این روستا مورد توجه سرمایه‌گذاران و دولت قرار گرفت و با گسترش فعالیت‌های گردشگران و توجه ویژه به مناطق روستایی، نوار شمالی آذربایجان شرقی و روستای اسکانلو در حال بازیافتن موقعیت تاریخی و فرهنگی خود هستند.

## هویت فرهنگی

### زبان
زبان گفتاری مردم ترکی است که متعلق به شاخه غربی گره جنوبی - غربی (اغوز) خانواده زبان‌های ترکی می‌باشد.

### دین
مردم روستای اسکانلو پیرو دین اسلام-مذهب شیعه دوازده‌امامی هستند.

### موسیقی
در این روستا موسیقی جایگاه ویژه‌ای دارد و در تمام مراسم اجتماعی نوای عاشیق‌ها و نوازندگان محلی شنیده می‌شود. در مراسم عروسی از انواع نغمه‌های آذری و ترانه‌های محلی و مقامات آذری (دستگاه آواز) بهره می‌گیرند. استفاده از نی هم توسط چوپانان و نیز در عروسی‌ها مرسوم است.
یکی از آلات موسیقی مرسوم در جشن‌ها و مراسم این روستا «ساز» می‌باشد که توسط برخی از جوانان بااستعداد روستا نواخته می‌شود. موسیقی عاشیقی و عاشیقلار گرچه در شهرهای بزرگ آذربایجان تقریباً حالت تشریفاتی به خود گرفته اما در روستاهایی همچون اسکانلو همچنان زنده است و این موسیقی نوای گوش نواز، دلنشین و ثابت مراسم عروسی جوانان این خطه است.
در ایام تاسوعا و عاشورا نوحه‌خوانی و تعزیه برگزار می‌شود. همچنین در اعیاد ملی، مراسم و سنت‌های ویژه‌ای اجرا می‌شوند که از جملهٔ آن‌ها می‌توان به مراسم چهارشنبه‌سوری و عید نوروز اشاره کرد که با شور وصف ناپذیری در روستا برگزار می‌شوند.

### پوشش محلی
پوشاک مردم روستای اسکانلو شامل کلاه لبه‌دار (کلاه شاپو) و کت و شلوار، پیراهن و کفش معمولی است، ولی لباس‌های زنان شامل «کل ایاقی» (کلاغی)، «عرقچین»، «یایلیق» (روسری)، «کؤینک» (پیراهن بلند)، «تومان» (دامن چین‌دار) و… است. دختران روستا نیز از لباس‌های محلی استفاده می‌کنند. لباس زنان عمدتاً از پارچه‌های رنگی است که توسط خود زنان روستا دوخته می‌شود. زنان جوان از رنگ‌های شاد و زنان مُسن از رنگ‌های تیره استفاده می‌کنند.

### غذاهای محلی
انواع غذاهای محلی گوشتی و گیاهی و مواد لبنی در روستا تهیه می‌شود. از جملهٔ این مواد غذایی که مصرف عام دارد، می‌توان به انواع محصولات لبنی از قبیل ماست، پنیر، شیر، کره و نیز عسل اشاره کرد. غذاهای معروف روستا عبارتند از انواع آش‌ها، کباب‌ها، کوفته‌ها، آبگوشت، خیطاب و غیره. نان‌های محلی این روستا با نام‌های «یوخا» و «قالین» توسط زنان این روستا تهیه می‌شوند.

### صنایع دستی
تولید صنایع دستی در روستای اسکانلو یک سنت قدیمی است که توسط زنان انجام می‌گیرد. مهم‌ترین دستبافت زنان روستا عبارت است از: گلیم، جاجیم، شال و هیبه (کیف)، نمد و ورنی که جهت تأمین قسمتی از هزینه‌های خانوارهای بافنده در محل یا در شهرهای اطراف عرضه می‌شود.

## پتانسیل توریستی
بافت سنتی و عشیره‌ای روستای اسکانلو با خود آداب و رسوم خاصی را به همراه آورده که بر جذابیت و دیدنی‌های این بهشت کوچک در دل منطقه ارسباران افزوده‌است به‌طوری‌که این روستا در سفر اول ریاست جمهوری به استان آذربایجانشرقی در تیر ماه سال ۸۵ به واسطه طبیعت بکر، سنت، تاریخ و زیبایی‌های منحصر به فرد در ردیف روستاهای هدف گردشگری آذربایجان شرقی قرار گرفت.
از جاذبه‌های طبیعی روستای اسکانلو می‌توان به حواشی رودخانهٔ ارس اشاره کرد که از فاصلهٔ یک کیلومتری روستا عبور می‌کند. این رودخانه ضمن زیبایی‌های طبیعی، عامل خیر و برکت و زیست بسیاری از مردم حواشی آن است، زیرا با استفاده از آب آن مزارع وسیع پنبه، گندم، کنجد، هندوانه، گوجه فرنگی و غیره در روستاها از جمله روستای اسکانلو رونق گرفته‌است. در فصول مساعد سال دیدار از این روستا و مشاهدهٔ مناظر طبیعی، آرامش و شعف پایان‌ناپذیری را ایجاد می‌کند.
دسترسی‌های اصلی داخل روستا پوشش آسفالت دارند. منظر و سیمای روستا به دلیل استقرار در اقلیمی با پوشش گیاهی مطلوب و نزدیکی به رودخانه ارس سرسبزی و زیبایی خاصی یافته‌است. چشم‌اندازهای پیرامون روستا، مزارع اطراف و هماهنگی روستا با طبیعت، فضای بسیار زیبایی آفریده‌است که هر بیننده‌ای را مجذوب می‌کند. آسمان صاف و پرستاره، هوای تمیز، طبیعت بکر و مزارع، نغمه پرندگان و صدای حیوانات، مناظر و جلوه‌های دلفریبی هستند که انسان خسته از زندگی شهری را به رؤیای دیگری فرو می‌برند.
در فاصله ۲۵ کیلومتری روستای اسکانلو چشمه آبگرم درمانی موتالیخ وجود دارد که مورد استفاده مردم منطقه است.
از جاذبه‌های تاریخی روستای اسکانلو می‌توان به پل‌های دوگانه خداآفرین اشاره کرد. این پل‌ها بر روی رودخانه ارس احداث شده‌است که ۱۰۰ متر از یکدیگر فاصله دارند. یکی از پل‌ها به قرن ششم هجری و به دورهٔ سلجوقیان منسوب است.

### ییلاق و عشایر روستای اسکانلو
بیش از نیمی از مردم روستای اسکانلو عشایر هستند که در فصول گرم برای نگهداری از دام‌هایشان از قشلاق (در ادبیات محلی «آران» و «مغان» نیز گفته می‌شود) به ییلاق (در ادبیات محلی «داغ» هم گفته می‌شود) کوچ می‌کنند. زمان کوچ و اسکان در ییلاق مردم عشایر معمولاً از اواخر اردیبهشت ماه شروع شده و تا آخر شهریور ماه ادامه می‌یابد. در ییلاق مردم از «کومه» و «آلاچیق» برای سکونت استفاده می‌کنند و تمام نیازهای خوراکی خود را نیز از محصولات لبنی طبیعی و مزارع خود تأمین می‌کنند. مناطق ییلاقی مردم عشایر روستای اسکانلو را مناطق اطراف روستاهای «جاجان» (واقع در دهستان اوزومدل شمالی از توابع شهرستان ورزقان)، «سراجلو» (واقع در دهستان آذغان از توابع شهرستان اهر) و «انجرد» (واقع در دهستان اوچ‌هاچا از توابع شهرستان اهر) تشکیل می‌دهند.

## اقتصاد و معیشت مردم
شغل غالب مردم روستای اسکانلو، زراعت و دامپروری است و محصولات عمده زراعی آن را گندم، جو، گوجه فرنگی و هندوانه تشکیل می‌دهند.
وضعیت مطلوب پوشش گیاهی و مراتع محدوده موجبات رونق دامداری و دامپروری را در این روستا فراهم نموده‌است. فرآورده‌های لبنی، گوشت، پشم و غیره محصولاتی هستند که در بخش دامداری تولید می‌شوند و به بازار عرضه می‌گردند.
روستای اسکانلو، از نوع روستاهای دشتی متمرکز است. مصالح عمده واحدهای مسکونی قدیمی روستا را چوب، سنگ و گل تشکیل می‌دهند. اما مصالح ساختمان‌های جدید شامل آهن، سیمان و آجر می‌باشند، که متأثر از الگوی معماری شهری هستند.
فضاهای زندگی اعم از اتاق‌ها، آشپزخانه، تنور و حیاط در اکثر خانه‌های روستا تقریباً وجود دارند. فضاهای مورد نیاز دام‌ها نیز در جنب محل زندگی مردم با فاصله استانداردی از نظر بهداشتی ساخته شده‌است. همچنین محلی برای انبار علوفه زمستانی دام‌ها در نظر گرفته شده‌است و علوفه ذخیره در آن محل انباشته و بر روی هم چیده می‌شوند تا در فصول سرد مورد استفاده قرار گیرند.